# جوليا آكر
جوليا آكر (بالبولندية: Julia Acker)‏ هي رسامة بولندية، ولدت في 1898 في لفيف في أوكرانيا، وتوفي بنفس المكان في 1942.